# Kasper Järnefelt

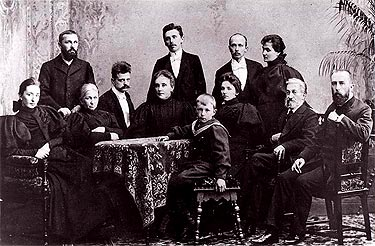
Familjen Järnefelt tillsammans med Jean Sibelius
Stående: Arvid, Armas, Eero och hans fru Saimi..
Sittande: Aino, Elisabeth Järnefelt, Jean Sibelius, Emmy (Arvids fru) och Eero (Arvids son), Elli, Michail Clodt von Jürgensburg och Kasper.
Bilden togs efter Alexander Järnefelts död 1896.

Kasper Waldemar Järnefelt, född 13 juni 1859 i Sankt Petersburg i Ryssland, död 11 december 1941 i Mäntsälä, var en finländsk konstkritiker och översättare. 
Kasper Järnefeldt var det äldsta av nio barn till Alexander Järnefelt och Elisabeth Clodt von Jürgensburg. Han var bror till Eero, Arvid, Armas Järnefelt och Aino Sibelius. Han studerade konst vid Finlands konstakademi och på Helsingfors universitet, men avslutade inte med examen. Han målade också i begränsad utsträckning, men gjorde ingen karriär inom detta område. 
Han översatte från ryska, bland annat Nikolaj Gogol och Leo Tolstojs verk. Dessutom översatte han från franska och norska, inte minst Henrik Ibsens dramer. Hans största enskilda översättningsarbete var Dmitrij Merezjkovskijs Leonardo da Vincis förälskelse från 1910. Han var också lärare vid Kuopios lyceum.
Han medverkade i Elisabeth Järnefelts litterära salong i Helsingfors, som samlade och influerade unga finskspråkiga studenter, bland andra Juhani Aho. Han var vän och samarbetspartner med Minna Canth och Heikki Kauppinen.
Kasper Järnefelt gifte sig 1889 med Emma Ahonen (1866–1905). Paret fick barnen Aino (1890–1963), Ivar (Keto) (1891–1952) och  Yrjö (1896–1946). Efter hustruns död tog modern Elisabeth Järnefelt hand om hushållet.